# 叶修二
叶 修二（かのう しゅうじ、1948年1月1日 - 2014年2月21日）は、1960年代から1970年代にかけて活躍した日本の歌手。本名、古俣 修二（こまた しゅうじ）。
新潟県新潟市出身。

## 経歴
遠藤実の門下生で1965年、日本グラモフォンから「素敵なやつ」で歌手としてデビューし、テレビドラマ『スパイキャッチャーJ3』（東映、NET）の主題歌などのヒット曲を出す。1967年には、レコード会社各社の競作で発表された1970年日本万国博覧会（大阪万博）のテーマソング「世界の国からこんにちは」のグラモフォン版の歌唱を務めた。
その後、故郷の新潟に戻り県内のイベントにも2013年までに特別出演したが2014年2月21日、腹部大動脈瘤による出血性ショックのため新潟市内の病院で死去した。享年66。叶の死は長く伏せられており、2018年8月になって公表された。
戒名 古峯誠修居士位

## ディスコグラフィー
- 素敵なやつ / あの娘かわいい月見草 （1965年1月5日臨発） SDR-1057 ポリドール・レコード（日本グラモフォン）
- 青春小唄 / 青春の夜曲 （1965年4月） SDR-1077
- 夢でいいから / いつもの人は （1965年5月5日） SDR-1097
- 鈴蘭の乙女 / 湖畔の誓い （1965年7月5日） SDR-1116
- すゝきの丘 / 涙にキッス （1965年9月5日） SDR-1137
- イカスやつ / 樹氷の花 （1965年11月5日） SDR-1150
- 太陽にキッスを / 涙の誓い SDR-1164
- 谷間の灯ともしころ / スパイ・キャッチャー SDR-1197 （B面：テレビドラマ「スパイキャッチャーJ3」主題歌）
- アカシアの別れ / 面影 SDR-1256
- 世界の国からこんにちは / 世界の国からこんにちは（instrumental）SDR-1260
- 抱きしめて抱きしめて / いつまでも愛していたい SDR-1360 （叶修二、ジ・アイドルズ）
- 恋が消えた / ローラに逢いたい

## テレビ番組
- ロッテ 歌のアルバム